# Julie Delon
Pour les articles homonymes, voir Delon.
Julie Delon, est une mathématicienne et directrice de recherche française. Elle dirige ses recherches au laboratoire MAP5 à l'université Paris-Cité. En 2024, elle reçoit la médaille d'argent du CNRS.

## Biographie
En 2004, Julie Delon soutient sa thèse de doctorat intitulée comparaison fines d'images et autres problèmes à l'École normale supérieure Paris-Saclay sous la direction de Jean-Michel Morel et de Bernard Rougé. Elle est chargée de recherche au CNRS à Télécom ParisTech. En 2013, elle devient professeure à l'université Paris-Cité, elle y est responsable du master 2 Mathématiques, Modélisation et Apprentissage de l’université de Paris. Elle est également professeure au sein du master MVA (Mathématiques, Vision, Apprentissage) de l’ENS Paris-Saclay. Ses recherches en mathématiques appliquées portent sur la modélisation aléatoire pour le traitement d'images, et sur le transport optimal numérique et ses applications.

## Distinctions et récompenses
- 2024 : médaille d'argent du CNRS[3]
- 2018 : prix Blaise-Pascal de l'Académie des sciences[4]
- 2017-2022 : membre junior de l'Institut Universitaire de France[2]